# Ludwig Fahrenkrog

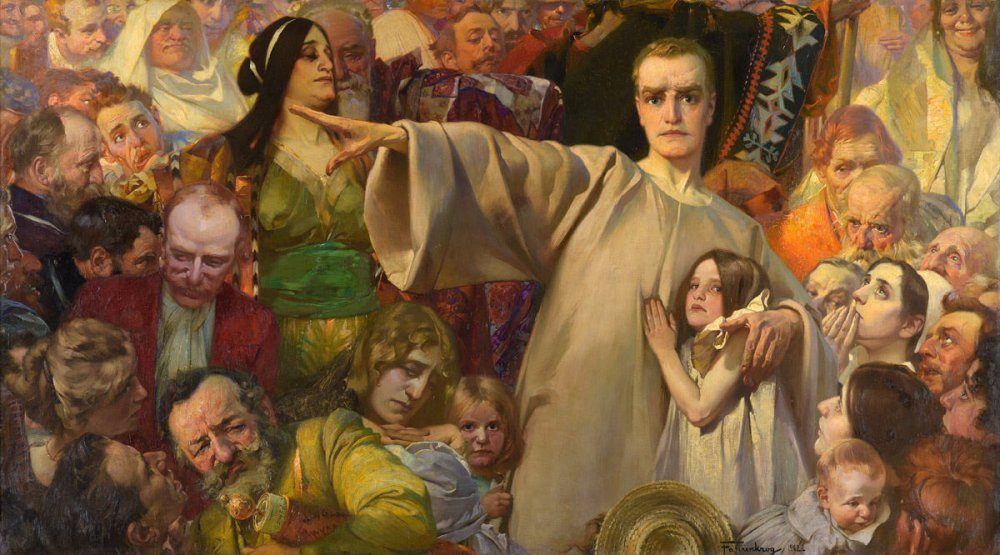
Ludwig Fahrenkrog Offenbarung 1902

Ludwig Karl Wilhelm Fahrenkrog (né le 20 octobre 1867 à Rendsburg et mort le 27 octobre 1952 à Biberach an der Riß) est un artiste peintre, illustrateur et sculpteur allemand.

## Biographie
Ludwig Fahrenkrog est né le 20 octobre 1867 à Rendsburg.
Il est l'élève de Hugo Vogel et d'Anton Alexander von Werner à l'académie des beaux-arts de Berlin, où il reçoit de nombreux prix. En 1893, il reçoit le principal prix national. En 1908, il fonde une association religieuse.